# Bijenkever
De bijenkever of bijenwolf (Trichodes apiarius) is een kever uit de familie mierkevers (Cleridae).

## Soorten
Er is ook een graafwespensoort die bijenwolf (Philanthus triangulum) wordt genoemd, om dezelfde reden; de larven van de hier beschreven kever eten bijen in alle stadia en de larven van de sluipwesp eten volwassen bijen die door de ouderdieren worden gevangen. Uiterlijk is geen verwarring mogelijk; de sluipwesp is erg dun en zwart met gele dwarsbanden, de kever is ovaal en rood met zwart.
Ook zijn er soorten uit andere kevergeslachten die deze naam dragen, maar er anders uitzien. En dan zijn er ook nog drie andere soorten uit het geslacht Trichodes die bijenwolf genoemd worden en er soms sterk op lijken maar veel minder bekend zijn. Vooral Trichodes alvearius vertoont een sterke gelijkenis; deze soort heeft echter wat minder beharing en de achterste rand van de dekschilden is bij deze soort vrijwel altijd rood, bij T. apiarius zit hier een zwarte vlek.

## Beschrijving
Deze kever wordt niet zo groot; ongeveer anderhalve centimeter en heeft een iets langwerpig lichaam. De bijenwolf is makkelijk te herkennen aan de rood met zwarte bandering op de dekschilden. De tekening bestaat uit twee vrij brede zwarte banden op de rug en een zwarte vlek op de achterzijde van de dekschilden, de rode kleur heeft de overhand, in tegenstelling tot veel verwante soorten. De zwarte kleur heeft een blauwe, metaalachtige glans die erg sterk kan zijn waardoor de zwarte kleur sterk naar blauw kan neigen. De rest van het lichaam is geheel zwart met eveneens een blauwe glans. Kenmerkend is de sterke lichaamsbeharing, ook op de dekschilden, de kop is enigszins omlaag gebogen en de twee tasters zijn niet lang en eindigen knotsvormig.

## Voedsel
De volwassen kevers zitten op bloemen en eten deels van planten maar voornamelijk worden andere bloembezoekende insecten gegrepen en opgegeten. De larve is ook een echte rover; deze leeft in bijennesten en eet zowel de eitjes, larven, poppen en verzwakte exemplaren van de bijen. Niet alleen kolonievormende bijen, maar ook wilde bijen vallen ten prooi.

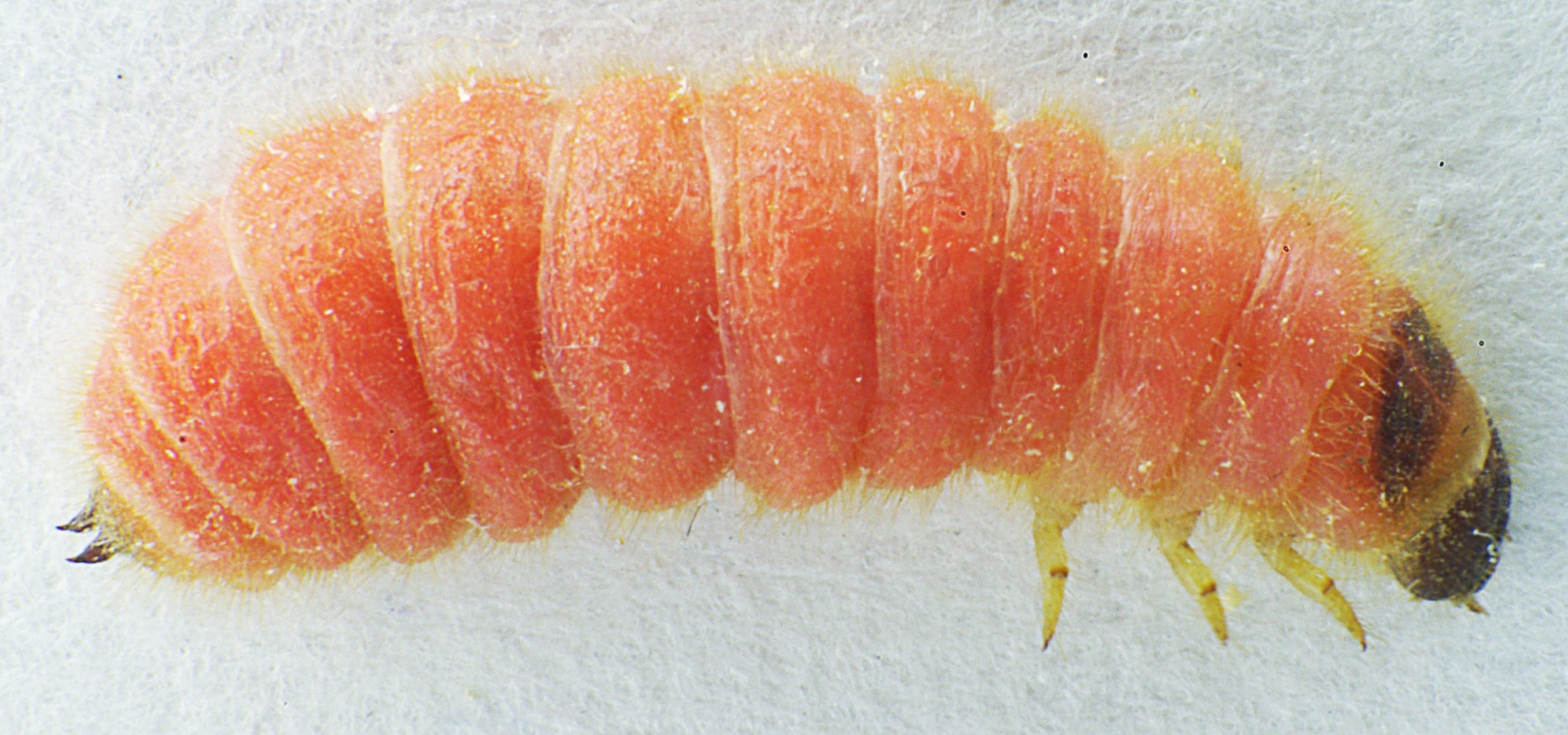
Larve
- Een kever komt uit de larve.
- Bijenkever lopend over een bloem
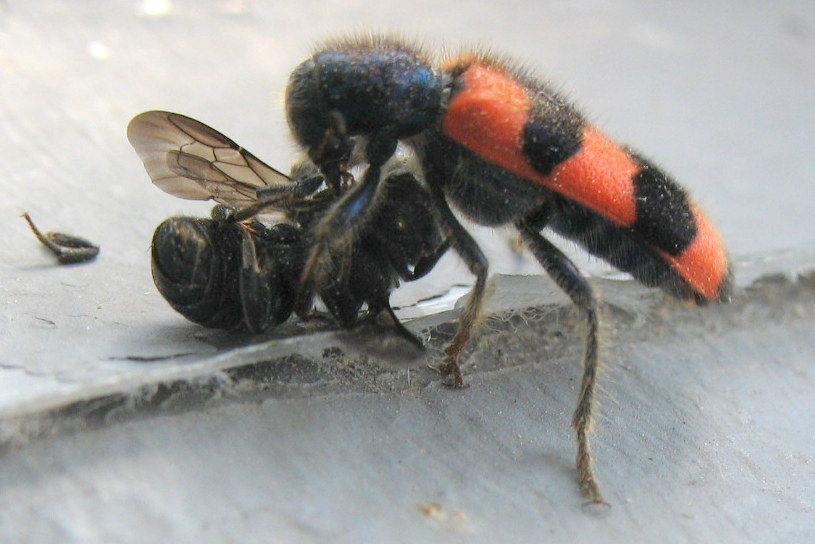
Bijenkever met een dode mug